# Beresjtja
Beresjtja (ryska: Береща) är ett vattendrag i Belarus.   Det ligger i voblasten Vitsebsks voblast, i den norra delen av landet, 120 kilometer nordost om huvudstaden Minsk.
I omgivningarna runt Beresjtja växer i huvudsak blandskog. Runt Beresjtja är det ganska glesbefolkat, med 22 invånare per kvadratkilometer.